# La leggenda del ponte
La leggenda del ponte è un'opera lirica in un atto di Stanislao Giacomantonio, su libretto di Filippo Leonetti.

## Trama
Nonostante le inimicizie che dividono i loro due paesi di origine confinanti, fra i pastori Floriano e Berta sboccia l'amore.
È la notte della vigilia di Natale, la neve è caduta in abbondanza e il gelo ha creato un sottile ponticello di gelo sul torrente, Floriano riesce così a mettere piede in terra nemica ed incontrare segretamente Berta. La gioia dell'incontro è turbata però dal pensiero che l'indomani il sole avrebbe sciolto con il suo calore il ponticello e avrebbe impedito ai due di rivedersi.
Tuttavia Floriano confida a Berta di aver interpellato una maga secondo la quale sarebbe sorto magicamente un ponte marmoreo a riunirli per sempre e sarebbe ritornata la pace fra i due paesi. In cambio di ciò Berta avrebbe dovuto buttare nel torrente, a mezzanotte, una ciocca di capelli della nonna Angelarosa che sarebbe di conseguenza morta. La giovane è combattuta fra l'amore verso Floriano e l'affetto che nutre per la nonna, ma alla fine cede e compie il gesto fatale.
Nell'attimo in cui la ciocca viene gettata nelle acque le sembra di vedere l'immagine della nonna che sorride e tende le braccia per benedirla. Presa dal rimorso e fuori di sé Berta le corre incontro precipitando nell'abisso. Floriano, nel tentativo di salvarla, viene pure inghiottito dalle acque. Ed ecco che la nebbia si dirada lasciando intravedere un bellissimo ponte marmoreo.